# Jean Klein (Mystiker)
Jean Klein (* 19. Oktober 1912 in Berlin; † 22. Februar 1998 in Santa Barbara, Kalifornien) war ein deutsch-französischer spiritueller Lehrer der Advaita-Richtung und Schriftsteller. 
In Brünn, Prag und Wien aufgewachsen, studierte Klein Medizin und Musikwissenschaft in Wien und Berlin. 1933 ließ er sich in Frankreich nieder, wurde französischer Staatsbürger und betätigte sich während des Kriegs in der Résistance. Nach mehrjährigem Aufenthalt in Indien verbreitete er ab 1960 in Europa und Nordamerika seine spirituellen Lehren, beeinflusst von Ramana Maharshi und Nisargadatta Maharaj sowie dem Kaschmirischen Shivaismus, in einem an Krishnamurti erinnernden Stil.

## Schriften (in deutscher Übersetzung)
- Freude im Sein. Gespräche über das Bewußtsein. Kristkeitz, Leimen 1988, ISBN 3-921508-32-0.
- Wer bin ich? Was ist der Mensch? Gespräche über das wahre Sein mit einem europäischen Weisen unserer Tage. Barth, München 1993, ISBN 3-502-67370-5.
- Dein wahres Ich. Gespräche mit Jean Klein. Lüchow, Freiburg 1993, ISBN 3-925898-20-4.
- Nichts als Gegenwart. Noumenon, Hamburg 2012, ISBN 978-3-941973-12-1.